# Жемконский наслег
Жемконский наслег — сельское поселение в Вилюйском улусе Якутии Российской Федерации.
Административный центр — село Эбя.

## История
Статус и границы сельского поселения установлены Законом Республики Саха (Якутия) от 30 ноября 2004 года N 173-З N 353-III «Об установлении границ и о наделении статусом городского и сельского поселений муниципальных образований Республики Саха (Якутия)».
Жемконский наслег гордится с видными земляками:
Гоголев Степан Филиппович – революционер-большевик, один из основателей Якутской автономии, видный государственный деятель, его имя носит Якутский педагогический колледж.
Кондаков Николай Алексеевич – Герой Советского Союза, член Союза журналистов СССР.
Черканов Алексей Николаевич – Герой Социалистического труда, депутат Верховного Совета СССР;
Андреев Василий Сергеевич – ректор Якутского Государственного университета (1986-1991), профессор.
Кондаков Владимир Алексеевич – основатель Ассоциации народной медицины, духовный лидер народа саха, профессор, доктор медицинских и психологических наук.
В Жемконской школе учился единственный среди якутов Народный учитель СССР – Михаил Андреевич Алексеев.

## Население
| 2002 | 2010 | 2011 | 2012 | 2013 | 2014 | 2015 |
| ---- | ---- | ---- | ---- | ---- | ---- | ---- |
| 472  | ↗483 | →483 | ↗485 | ↘478 | ↘475 | ↘473 |
| 2016 | 2017 | 2018 | 2019 | 2020 | 2021 |      |
| ↗479 | →479 | ↘475 | ↗477 | ↘466 | ↘454 |      |

## Состав сельского поселения
| № | Населённый пункт | Тип населённого пункта       | Население |
| - | ---------------- | ---------------------------- | --------- |
| 1 | Эбя              | село, административный центр | ↘454      |